# Ząbkowice Śląskie (gemeente)
De gemeente Ząbkowice Śląskie is een stad- en landgemeente in het Poolse woiwodschap Neder-Silezië, in powiat Ząbkowicki.
De zetel van de gemeente is in Ząbkowice Śląskie.
Op 30 juni 2004 telde de gemeente 23 289 inwoners.

## Oppervlakte gegevens
In 2002 bedroeg de totale oppervlakte van gemeente Ząbkowice Śląskie 146,88 km², waarvan:
- agrarisch gebied: 83%
- bossen: 7%

De gemeente beslaat 18,32% van de totale oppervlakte van de powiat.

## Demografie
Stand op 30 juni 2004:
| Omschrijving                   | Totaal | Totaal | Vrouwen | Vrouwen | Mannen | Mannen |
| ------------------------------ | ------ | ------ | ------- | ------- | ------ | ------ |
| eenheid                        | aantal | %      | aantal  | %       | aantal | %      |
| inwoners                       | 23 289 | 100    | 12 267  | 52,7    | 11 022 | 47,3   |
| bevolkingsdichtheid (inw./km²) | 158,6  | 158,6  | 83,5    | 83,5    | 75     | 75     |

In 2002 bedroeg het gemiddelde inkomen per inwoner 1167,38 zł.

## Administratieve plaatsen (sołectwo)
Bobolice, Braszowice, Brodziszów, Grochowiska, Jaworek, Kluczowa, Koziniec, Olbrachcice Wielkie, Pawłowice, Sadlno, Sieroszów, Stolec, Strąkowa, Sulisławice (z przysiółkiem Szklary-Huta), Szklary (z przysiółkami: Rakowice en Siodłowice), Tarnów, Zwrócona.

## Aangrenzende gemeenten
Bardo, Ciepłowody, Kamieniec Ząbkowicki, Niemcza, Piława Górna, Stoszowice, Ziębice